# Hadrianopolis (Epirus)
Hadrianopolis (bizánci Ἁδριανούπολις / Hadrianupolisz; albán Hadrianopol / Hadrianopoli) ókori város a római Epirus, később Epirus Vetus provincia, majd a Bizánci Birodalom területén. Mára egyedül színházának romja látható Dél-Albániában, a Drino folyó völgyében, Sofratikától északkeletre, légvonalban 1 kilométerre.

## Története
Hadrianopolis történetéről írott források alapján keveset tudni, első említése csak a 4–5. század fordulójáig visszavezethető illusztrált térképről, a Tabula Peutingerianáról ismert. A várost a régészeti feltárások szerint az i. sz. 1. század közepén alapították, de szórványos megtelepedések nyomai kerültek elő az i. e. 4–2. századból is. A város elnevezése és a feltárt városfalmaradványok kora alapján a régészek úgy gondolják, hogy az i. sz. 2. század első harmadában, Hadrianus római császár uralkodása alatt urbanizálódott a település, s a környék fontos piachelyévé vált. A 3. században jelentősége visszaeshetett, de a 7. századig lakott hely maradt. Annyi bizonyos, hogy 449 és 535 között a nikopoliszi érsekséghez tartozó püspöki székhely volt; két püspöke név szerint is ismert: Hüpatiosz (458) és Konsztantinosz (516).
Feltételezések szerint a 7. századi elnéptelenedés oka az lehetett, hogy a 6. században a közelben a bizánciak megalapították Iusztinianupolisz (Ἰουστινιανούπολις) városát, ezzel Hadrianopolis eljelentéktelenedett. Ez azonban csak egy az igazolatlan elméletek közül, annál is inkább, mert Iusztinianupolisz pontos elhelyezkedése máig vitatott. Egyes elméletek szerint Iusztinianupolisz városa nem más, mint maga Hadrianopolis, az ásatások során azonban ez utóbbi helyen mindmáig nem bukkantak 6. századi újraalapítás vagy nagyarányú építkezések nyomaira. A legközkeletűbb vélekedés szerint Iusztinianupolisz a Hadrianopolistól 4 kilométerre keletre, a Drino túlpartján, Nepravishta falu közelében álló, nagyrészt feltáratlan falmaradványokkal azonosítható (é. sz. 39° 59′ 43″, k. h. 20° 16′ 22″39.995278°N 20.272778°E).

## Régészeti leírása
A város egykori területét a 20. századra vastag kőzetlisztréteg borította, de a romok már korábban is ismertek voltak: amikor a Drino síkján öntözőcsatornákat és árkokat ástak a földművesek, gyakran ütköztek a korabeli városfalak és egyéb építmények maradványaiba. Ezek és a régészeti feltárások alapján Hadrianopolis kiterjedése észak–déli irányban 400, kelet–nyugati irányban 300 méter lehetett, vagyis nem tartozott a nagy városok közé.
Az 1980-as években tárták fel Hadrianopolis legjelentősebb romját, a ma is látható római színház maradványait. Az épület a 2. századra datálható, amelyet – különösen oldalfalát (analemma) – a későbbi századokban több ízben átalakítottak vagy megújították. Az eltelt évszázadok során az előadások hátteréül szolgáló, míves kidolgozású díszletfal (scaenae frons) nagy részének építőanyagát a környék lakói elhordták. Az ásatások során feltárták a homokkő lapokkal borított, félkör alakú játékteret (orchestra), valamint a nézőteret (auditorium). Ez utóbbit két lépcsősor három szektorra (cuneus), azokat pedig egy közlekedőjárda (diazoma) felső és alsó üléssorokra (cavea) osztotta. A nézőteret a játéktér magasságában elhelyezett oldalbejáratokon, majd az onnan a diazomákhoz vezető lépcsőkön lehetett megközelíteni. Tekintettel a folyóparti üledékes talajra, a színház épületét több gyámfallal is megerősítették. A színház a késő ókorig bizonyosan használatban volt, de egyes leletek alapján (pl. keresztrajzolatos, volutás pilaszterek) arra következtetnek, hogy az épület egy része ókeresztény templomként funkcionált.
A színház épületétől délkeletre és északra további falak és kőművesmunkák maradványait tárták fel, amelyek jobbára középületek, esetleg hellenizmus korabeli templomok lehettek. Emellett feltárták egy nagyobb fürdőház (therma) és egy ugyancsak hellenisztikus szentély maradványait is, valamint a várost környező nekropolisz néhány, 2–4. századi kamrasírját. A falak egy része a környező öntözőcsatornák oldalában látható, de a színház kivételével a többi romot visszatakarták a szántóművelés alatt álló területen.

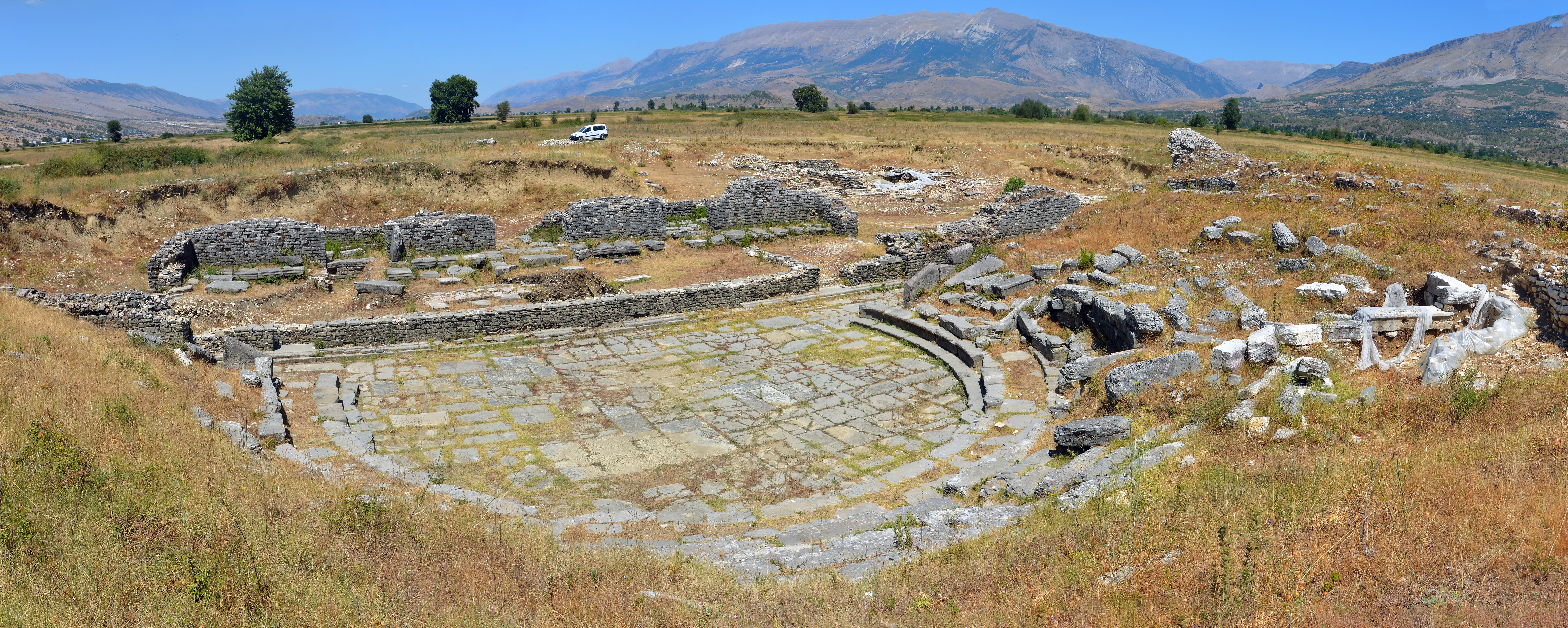
A római színház romjai